# Paróquia Nossa Senhora da Abadia de Uberlândia
A Paróquia Nossa Senhora da Abadia é uma circunscrição eclesiástica católica, pertencente à Diocese de Uberlândia. Foi fundada em 1 de outubro de 1998 por Dom José Alberto Moura, CSS. Está localizada no Bairro Custódio Pereira, Zona Leste.
- Pároco: Pe. José de Anchieta
- Diácono Permanente: Luiz Mauro

Existe uma outra paróquia na cidade com a mesma padroeira, no Bairro Copacabana, Zona Sul, Nossa Senhora da Abadia do Patrimônio, foi fundada em 13 de outubro de 2001 por Dom José Alberto Moura, CSS.
- Pároco: Pe. Durval Baranowske
- Vigário: Pe. Gilberto Sebastião Ribeiro
- Diácono: Rodrigo Pereira da Costa

### Paróquia do Bairro Custódio Pereira
- Paróquia Nossa Senhora da Abadia de Uberlândia no Facebook
- Paróquia Nossa Senhora da Abadia de Uberlândia no Instagram

### Paróquia do Bairro Copacabana
- Paróquia Nossa Senhora da Abadia de Uberlândia no Facebook
- Paróquia Nossa Senhora da Abadia de Uberlândia no Instagram